# Kvarteret Örnar
Kvarteret Örnar består av två fastigheter längs Love Almqvists väg på Kungsholmen i Kristineberg. Örnar 4 har adress Love Almqvists väg och är grönklassad av Stadsmuseet medan Örnar 3 har adress längs Ola Hanssonsgatan och är gulklassad.

## Historik
Området där Kvarteret Örnar ligger var tidigare helt obebyggt fram till 1920-talet och var fram till dess en park, Mälarparken på andra sidan vägen från Kristinebergs slott. Området i denna delen av Kristineberg har namn efter kända författare och kvartersnamn efter författares kända verk. Exempel på gator är Hjalmar Söderbergs väg, Love Almqvists väg, Ola Hanssonsgatan och Lidnersgatan. Kvarteren har namn som Stormyrtösen och Jerusalem av Selma Lagerlöf, Karolinerna av Verner von Heidenstam och Örnar av Karl Gustav Ossiannilsson.
Stadsplan för området antogs den 17 juni 1930 och fastigheterna i området börjar byggas kort därefter.

## Bebyggelsen

### Örnar 3
Fastigheten Örnar 3 hade från början kvartersnumret 1 vilket sedan ändrades till 3. Huset byggdes i två etapper, varav den ena sträcker sig en halv våning högre än den andra. 

### Örnar 4
Fastigheten Örnar 4 är ritat av Sven Wallander för HSB där han även var initiativtagare, grundare och chefsarkitekt. Från början hade kvarteret numret 2. Det speciella med fastigheten Kvarteret Örnar 4 är det barnhem som byggs som en del av bostadshuset. Från 1945 finns det antecknat att HSB:s så kallade lekstuga Örnar, eller förskolan Örnar, har 37 daghemsbarn, 5 barnträdgårdsbarn (från Kindergarten, förskola med undervisning för något äldre barn innan de uppnått skolålder), och 12 skolbarn.
Bostadshuset har sex våningar, källare och vind där en del av taket är en takterrass. Fastigheten består av en- och tvårumslägenheter i olika storlekar.